# Лаванда (селище)
Лава́нда (крим. Lavanda) — селище в Україні, у складі Ялтинського району Автономної Республіки Крим.

## Населення
За даними перепису населення 2001 року, у селищі мешкало 177 осіб. Мовний склад населення села був таким:
| Мова       | Число ос. | Відсоток |
| ---------- | --------- | -------- |
| українська | 13        | 7,34     |
| російська  | 163       | 92,09    |

## Транспорт
Поблизу проходить Автошлях М 18.